# Delphinium lihengianum
Delphinium lihengianum là một loài thực vật có hoa trong họ Mao lương. Loài này được Q.E.Yang & Y.Luo mô tả khoa học đầu tiên năm 2003.